# Acetorfina
La acetorfina es un fármaco analgésico opioide potente, hasta 8700 veces más potente que la morfina en peso. Posee el número CAS 25333-77-1 y es un derivado de la etorfina, un opioide que se utiliza como un analgésico muy potente en veterinaria como medicamento anestésico, principalmente para la sedación de animales grandes, tales como elefantes, jirafas y rinocerontes.

## Historia
La acetorfina fue desarrollada en 1966 por el grupo de investigación Reckitt que desarrolló también la etorfina. La acetorfina fue desarrollada con el mismo propósito de etorfina, es decir, como tranquilizante fuerte para la inmovilización de animales grandes en la medicina veterinaria.
A pesar de mostrar algunas ventajas sobre etorfina, por ejemplo, producir menos efectos secundarios tóxicos en jirafas, la acetorfina nunca fue ampliamente adoptada para uso veterinario, y la etorfina (junto con otros tranquilizantes como carfentanil y la azaperona) sigue siendo el fármaco de elección en esta aplicación.

## Efectos
A dosis muy bajas, la acetorfina suprime en el mono los fenómenos de abstinencia en los casos de dependencia manifiesta de tipo morfínico. Los resultados obtenidos en monos concuerdan con los que se obtienen en la especie humana. Por esta razón, el Comité de Expertos de la OMS, por notificación de Gran Bretaña e Irlanda del Norte, consideró a la acetorfina como droga que causa dependencia comparable a la morfina y procedió a incluirla en el listado de estupefacientes.
La acetorfina es considerada como sustancia que se presta especialmente al abuso, y puede con facilidad producir efectos adversos nocivos que no se ven compensados por ninguna ventaja terapéutica importante que no posean otras sustancias no incluidas en las listas de drogas controladas. El uso de la acetorfina en el hombre está limitado a los trabajos de investigación médica y científica, pero se autorizó el empleo en animales, por lo que carece de código ATC.